# Glasgow International Airport
Glasgow International Airport ligt 13 kilometer ten westen van Glasgow nabij de voorsteden Paisley en Renfrew in Renfrewshire. Het was in 2008 op een na de drukste luchthaven in Schotland en op acht na de drukste luchthaven in het Verenigd Koninkrijk. Het was de eerste luchthaven in Schotland waar in één maand meer dan een miljoen passagiers werden verwelkomd, in juli 2004.

## Incidenten
- Op 3 september 1999 crashte een Cessna 404 enkele minuten na zijn vertrek nabij Linwood. Er vielen acht doden en drie mensen raakten zwaargewond. Na onderzoek bleek dat na het opstijgen een motor een defect ontwikkelde. De piloot besloot terug te keren naar het vliegveld, maar maakte een fout, hij identificeerde de correct werkende motor als de defecte en zette deze motor uit waardoor het vliegtuig neerstortte.[1]
- Op 30 juni 2007, een dag na een mislukte terroristische aanval in Londen, was Glasgow International Airport het doel van een aanslag. Een vlammende Jeep Cherokee werd in de ingang gereden van Terminal One.[2] Ten minste twee mannen, van wie één in brand stond, vluchtten weg voordat ze werden aangehouden door samenwerkende politieagenten, veiligheidsofficieren van de luchthaven en getuigen. Het Verenigd Koninkrijk kondigde de hoogste fase af van het terreuralarm na deze gebeurtenissen.[3]